# Emydura tanybaraga
Emydura tanybaraga är en sköldpaddsart som beskrevs av Cann 1997. Emydura tanybaraga ingår i släktet Emydura och familjen ormhalssköldpaddor. Inga underarter finns listade i Catalogue of Life.
Arten förekommer i nordöstra Australien i delstaterna Northern Territory och Queensland, inklusive Kap Yorkhalvön.